# Telefonzelle von Rhynd

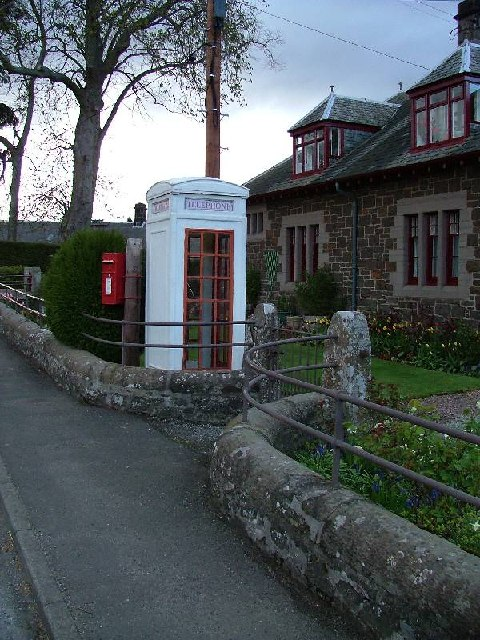
Telefonzelle von Rhynd

Die Telefonzelle von Rhynd ist eine Telefonzelle in der schottischen Ortschaft Rhynd in der Council Area Perth and Kinross. 1989 wurde das Bauwerk in die schottischen Denkmallisten in der höchsten Denkmalkategorie A aufgenommen.

## Beschreibung
Bei vorliegender Telefonzelle handelt es sich um ein Exemplar des 1927 von Giles Gilbert Scott entworfenen Typs K3. Zwischen 1929 und 1935 wurden zwischen 11.000 und 12.000 Exemplare dieses Typs im Vereinigten Königreich aufgestellt. Von diesen sind heute noch zwei erhalten: ein Exemplar in einem Londoner Zoo und das vorliegende. Damit handelt es sich bei der Telefonzelle von Rhynd auch um das einzige erhaltene Exemplar in Schottland.
Ungleich den Vorgängermodellen besteht die K3-Telefonzelle aus Kostengründen aus Beton, weshalb ihre Gestaltung auch schlichter ausfällt. Die Telefonzelle war in verschiedenen Farben erhältlich. Das in Rhynd befindliche Exemplar ist in Weiß mit roten Tür- und Fenstersprossen gehalten. Es steht in einem Vorgarten entlang der Hauptstraße des Weilers.